# Jeroboam
Segons la Bíblia, Jeroboam (en hebreu, ירבעם בן-נבט Yerav’am ben Nevat) va ser un oficial de l'exèrcit del Rei Salomó d'Israel que es va sublevar i va ser coronat com el primer rei del Regne del Nord d'Israel, un dels dos regnes en què es va dividir el Regne d'Israel de Saül, David i Salomó. Va regnar 22 anys, entre 931 aC i 910 aC, segons la cronologia tradicional, o entre 997 aC i 976 aC segons la cronologia bíblica.

## Orígens i entronització
En assabentar-se Salomó poc abans de morir de les pretensions de Jeroboam, el va perseguir. Jeroboam va fugir a Egipte fins a la mort de Salomó.
Després de la mort de Salomó, el Regne d'Israel es va dividir en dos per causa de la tirania de Roboam, fill i successor de Salomó, que va demostrar davant del poble que seria un rei dur. Mentre Roboam va governar el sud d'Israel (les tribus de Judà i Benjamí, el que seria el Regne de Judà amb la capital a Jerusalem), Jeroboam va aprofitar l'ocasió i es va proclamar rei de la resta de tribus del nord. Aquest seria el nou Regne d'Israel, que tindria la seva primera capital a Siquem.

## Divisió religiosa
En veure que els seus súbdits pujaven al temple de Jerusalem per adorar Jehovà, Jeroboam va pensar que amb el temps podien matar-lo i ser lleials a Roboam. Així que va decidir crear una religió centrada en dos vedells d'or; va col·locar un a Betel, al sud, i l'altre a Dan, al nord. També va instituir el seu propi sacerdoci compost de qualsevol persona de poble que estigués disposada a aconseguir el lloc oferint un toro i set anyells.

## Guerra amb Judà
Roboam de Judà va morir l'any divuitè del regnat de Jeroboam, però les dues nacions van seguir guerrejant durant els tres anys del regnat d'Abies, el fill i successor de Roboam.
En una ocasió Abies va reunir 400.000 homes per lluitar contra les forces de Jeroboam, que li doblegaven en nombre. Jeroboam va patir una greu derrota tot i que el seu exèrcit era superior i de la seva astuta estratègia d'emboscada. Va perdre 500.000 homes i moltes de les seves ciutats efraïmites, el que li va suposar una gran humiliació.

## Final del regnat
Un fill de Jeroboam, anomenat Abià, va morir molt jove per una estranya malaltia. Tot i que va demanar ajuda al profeta Ahià, aquest el va rebutjar i fins i tot el va maleir pels seus actes com a rei. Poc després, Jeroboam va morir, segons la Bíblia per causa divina. El seu fill Nadab seria el següent rei.